# Піщаний Брід (зупинний пункт)
Піщáний Брід — пасажирський залізничний зупинний пункт Знам'янської дирекції Одеської залізниці розташований на лінії Користівка — Яковлівка між зупинним пунктом Байдаківка (5 км) та станцією Королівка (3 км) в однойменному селі Піщаний Брід Олександрійського району Кіровоградської області.

## Історія
Зупинний пункт Піщаний Брід електрифікований змінним струмом у складі ділянки Знам'янка — П'ятихатки у 1962 році.

## Пасажирське сполучення
На зупинному пункті Піщаний Брід зупиняються приміські електропоїзди:
| № поїзду | Маршрут слідування     | Курсування |
| 6002     | Знам'янка — П'ятихатки | Щоденно    |
| 6001     | П'ятихатки — Знам'янка | Щоденно    |
| -------- | ---------------------- | ---------- |